# Revólver MAS 1892
O Revólver Mas 1892, oficialmente "Revolver d'ordonnance modèle 1892", ou simplesmente "Modèle 1892" foi um revólver de ação simples (SA) e dupla (DA), com tambor de abertura lateral adotado pela "Armée française". Aproximadamente 350.000 cópias foram produzidas pela "Manufacture d'armes de Saint-Étienne" de 1892 a 1924. Foi o substituto do "modèle 1873", e foi o revólver de serviço dos ofciais franceses durante a Primeira Guerra Mundial.
O revólver Modèle 1892 é um revólver de estrutura sólida com o tambor se abrindo para o lado direito para recarga manual. O "Modèle 1892" foi colocado em campo pela primeira vez em 1893 e foi proeminente entre os oficiais militares franceses durante a Primeira Guerra Mundial e, mais tarde, a polícia francesa até meados da década de 1960.
Uma arma de mão mecanicamente justa e muito bem acabada, o Modèle 1892 dispara cartuchos de 8 mm com um potência equivalente ao de um cartucho .32 ACP. Ele também possui um calibre menor do que muitos outros revólveres militares da época, incluindo o revólver Webley e seu antecessor, o revólver MAS 1873.

## Histórico
Embora tenha sido originalmente projetado para servir como arma pessoal de um oficial comissionado, mais de 350.000 revólveres Modèle 1892 foram fabricados entre 1892 e 1924. Foi emitido para a "Armée de terre" "Marine nationale", e para a "Gendarmerie nationale", entre outros. É comumente, mas erroneamente, chamado de "revólver Lebel" em homenagem ao Coronel Nicolas Lebel, embora não haja nenhuma evidência de que Lebel teve qualquer envolvimento na criação da arma ou de sua munição. Os oficiais subalternos continuaram a carregar o antigo revólver de serviço Mle 1873, mas também foram frequentemente emitidas pistolas automáticas .32 ACP (a pistola Ruby) durante a Primeira Guerra Mundial chegando a ser usados durante a Segunda Guerra Mundial e foram trazidos para os Estados Unidos como lembranças.

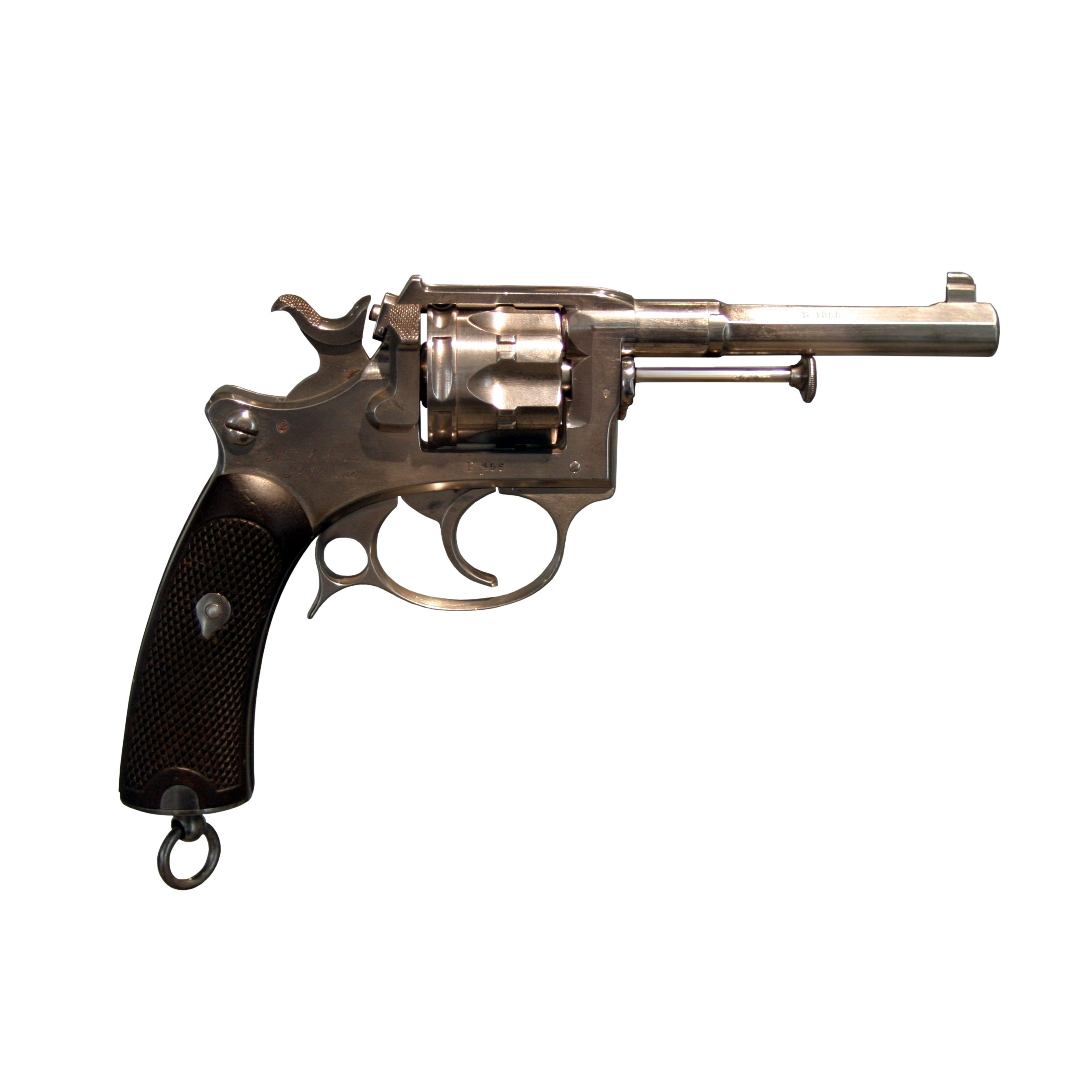
O "MAS 1887", uma variante do "MAS 1885" em 8mm,
e precursor do MAS 1892.

Um Modèle 1892 foi usado no "Atentado em Estrasburgo em 2018".

## Características
Originalmente compartimentado para um cartucho de pólvora negra de 8 mm semelhante ao cartucho .32 WCF, os modelos posteriores foram lançados durante a Primeira Guerra Mundial e depois dispararam o mesmo cartucho de 8 mm carregado com pólvora sem fumaça. O revólver Mle 1892 é um design de estrutura sólida de dupla ação, com câmaras sendo acessadas pivotando o tambor para a direita. Os estojos deflagrados podem então ser empurradas para fora do tambor ao mesmo tempo. Após a recarga, o cilindro é rebatido de volta para a estrutura e travado no lugar com a comporta de carga endurecida localizada no lado direito da estrutura. Além disso, a placa lateral esquerda da estrutura pode ser girada para trás em uma dobradiça para dar acesso às partes internas da arma para lubrificação ou limpeza. Essas peças foram numeradas individualmente para indicar a ordem em que podem ser desmontadas. O ano de fabricação de cada revólver está gravado no lado direito do cano, por exemplo "S 1895". A inscrição "Mle 1892" é gravada à mão no topo do cano. Era transportado em um grande coldre de couro fechado, que continha 12 cartuchos adicionais de munição escondidos sob da aba.

## Legado
O Mle 1892 é um revólver mecanicamente justo, preciso e muito bem acabado. Ele pode ser disparado de ação única engatilhando o cão primeiro ou por ação dupla puxando totalmente o gatilho. Sua desvantagem é a relativa fraqueza, de sua munição 8×27mm, para uma arma militar. Em termos de "poder de parada", mal atinge o nível do .32 ACP.

## Na cultura popular
- No cinema:
  - É esse revólver que carrega o coronel Dax, interpretado pelo ator Kirk Douglas, em "Paths of Glory" (1957).
  - Esta arma é rapidamente exibida no início do filme "À bout de souffle" (1959). O herói, "Poiccard" (interpretado por Jean-Paul Belmondo) efetua dois disparos da janela de seu carro roubado, contra o sol. Então, algum tempo depois, ele o usa para atirar em um motociclista da polícia que o perseguia.
  - Ele também armou combatentes da resistência francesa em "Le vieux fusil" (1975);
  - Ele também está presente em "Coup de torchon" de Bertrand Tavernier nas mãos de Philippe Noiret e Isabelle Huppert;
  - Também está presente no filme "Joyeux Noël", das mãos de Guillaume Canet.
  - Hippolyte Girardot, que interpreta um médico militar, comete suicídio com um desses em "Fort Saganne" de Alain Corneau.

- Na história em quadrinhos:
  - Ele aparece regularmente em "Les Aventures extraordinaires d'Adèle Blanc-Sec" e outros quadrinhos de Jacques Tardi sobre a Grande Guerra.

- Na TV:
  - É a principal arma dos inspetores franceses das "Brigades du Tigre" da série homônima.

- Em videogames: Pode ser escolhido pelo jogador em:
  - 7554: Um FPS vietnamita contando as principais fases da Guerra da Indochina;
  - Verdun: Um FPS da Primeira Guerra Mundial.

## Guerras
Esses foram os conflitos nos quais o MAS modèle 1892 esteve envolvido: 
- Guerra do Rife
- Primeira Guerra Mundial
- Revolução Constitucionalista de 1932
- Guerra Civil Espanhola
- Segunda Guerra Mundial
- Primeira Guerra da Indochina
- Guerra de Independência Argelina

## Usuários
- Alemanha Nazista (exemplares capturados)
- Argélia[1]
- Brasil: Adotado pela Força Pública de São Paulo em 1911 após missão militar francesa[4][5]
- Bélgica[3]
- Espanha[3]
- França[1]
- Iugoslávia[6]
- Mônaco[7]
- República Tcheca[8]
- Vietname[1]